# 淺香守生
淺香守生（日语：／ Asaka Morio，1967年3月11日—），日本男性動畫演出家、動畫導演、電影導演。出身於兵庫縣西宮市。

## 來歷
淺香守生從大阪設計專門學校畢業後，於1986年加入MADHOUSE擔任助理助手。他以製作進行參與的第一部作品是《火之鳥 大和篇》。1989年，他以電視動畫《YAWARA！》擔任演出首次亮相。此後，他於1993年憑藉OVA《POPS》首次擔任導演。
1999年上映的《劇場版 庫洛魔法使：小櫻的香港之旅》和2000年上映的《劇場版 庫洛魔法使：被封印的卡片》分別獲得得第4屆、第5屆神戶動畫獎劇場部門獎。

## 參加作品

### 電視動畫
1989年
- 森林大帝 (1989年版)（—1990年，分鏡、演出）
- YAWARA！（—1992年，分鏡、演出）

1992年
- 風中少女 金髮珍妮（—1993年，分鏡）

1994年
- DNA²（OP動畫）※名義。

1995年
- 小紅豆（—1998年，分鏡、演出）

1998年
- 庫洛魔法使（—2000年，導演[4]、分鏡、演出）

2001年
- 銀河天使（導演[注 1]、分鏡、演出）

2002年
- 銀河天使Z（導演[注 1]、分鏡）
- Chobits（導演、分鏡、演出）

2003年
- 銀河天使AA（分鏡、演出）
- 神槍少女（—2004年，導演、分鏡）

2004年
- MONSTER（—2005年，分鏡、演出）
- 薔薇少女 (2004年版)（OP分鏡&演出）

2006年
- NANA（—2007年，導演[5]、分鏡、演出）

2007年
- Devil May Cry（ED分鏡）
- 獵魔戰記（分鏡）

2008年
- 奇奇的異想世界（動畫人物原案、編劇、分鏡）
- 魍魉之匣（分鏡）

2009年
- 奇奇的異想世界 新的家（動畫人物原案）
- 奇蹟少女KOBATO.（動畫監修、分鏡）
- 青色文學系列「人間失格」（導演、分鏡、演出）

2011年
- 賭博默示錄 破戒錄篇（分鏡）
- 花牌情緣（—2012年，導演[6]、分鏡、演出、OP分鏡&演出）

2012年
- 刀劍神域（ED分鏡&演出）
- BTOOOM！（分鏡）

2013年
- 花牌情緣2（導演[7]、分鏡、演出、OP分鏡&演出、ED分鏡&演出）
- 鑽石王牌（分鏡、OP分鏡&演出）

2014年
- NO GAME NO LIFE 遊戲人生（分鏡、OP分鏡&演出）
- 花舞少女（分鏡）

2015年
- 俺物語!!（導演[8][9]、分鏡、演出）

2016年
- 發條精靈戰記 天鏡的極北之星（分鏡）

2018年
- 庫洛魔法使 透明牌篇（導演[10]）

2019年
- 花牌情緣3（—2020年，導演[11]、分鏡）

2023年
- 和山田談場Lv999的戀愛（導演[12]、分鏡）
- 葬送的芙莉蓮（演出）

2026年
- 淡島百景（日语：淡島百景）（導演[13]）

### 電視動畫特別篇
1996年
- YAWARA！特別篇  一直對你…。（導演、分鏡）

### 電影動畫
1988年
- 銀河英雄傳說：我的征途是星辰大海海（演出助手）

1992年
- YAWARA！ 上吧！懦怯的孩子們！（分鏡、演出）

1994年
- 漂亮擊出吧！夢想者 ～鯉魚誕生物語～（日语：広島カープ誕生物語）（分鏡、演出）

1995年
- 安妮的日記（分鏡、演出協力）

1996年
- 劇場版 X（助理導演協力）

1999年
- 劇場版 庫洛魔法使：小櫻的香港之旅（導演、分鏡）

2000年
- 劇場版 庫洛魔法使：被封印的卡片（導演、分鏡）
- 劇場版包在小可身上！（構成）

2017年
- NO GAME NO LIFE -ZERO- 遊戲人生 -零-（分鏡）

2023年
- 金之國 水之國（分鏡、演出）[14]

### OVA
1987年
- JUNK BOY（日语：JUNK BOY）（助理導演）

1988年
- 魔界都市〈新宿〉（助理導演）

1989年
- 銀河英雄傳說 (第1期)（演出助手）
- 福星小子：與山羊笑一個（演出助手）

1993年
- POPS（導演）
- 人魚之傷（導演）

1994年
- BRONZE KoJI NANJo cathexis（日语：絶愛-1989-）（分鏡）
- CLAMP IN WONDERLAND（日语：CLAMP IN WONDERLAND）（導演、分鏡）
- 幽幻怪社（—1995年，導演）

1996年
- 鐵腕女警（—1997年，分鏡、演出）

2004年
- 炎之蜃氣樓 ～水畔的叛逆者～（ED分鏡&演出）

2005年
- 草莓100% -安逸的宿舍危機 ～小心女人！篇-（分鏡）

2011年
- 超自然檔案 THE ANIMATION（分鏡）

### 其它作品
1996年
- （插畫）

單行本 汐文社，著：田中舘哲彥 ISBN 4811302990
- NOeL（日语：NOeL）（故事分鏡）

PlayStation遊戲
2001年
- 龍神沼（分鏡）

石之森萬畫館上映動畫。
2005年
- 最終命令 -最終幻想VII-（導演、分鏡）

《最終幻想VII 降臨之子》限量版特典DVD。

## 腳註

## 相關項目
- 日本動畫師列表（日语：アニメ関係者一覧）

## 外部連結
- （日語）